# Deutz-Fahr

Deutz-Fahr logo

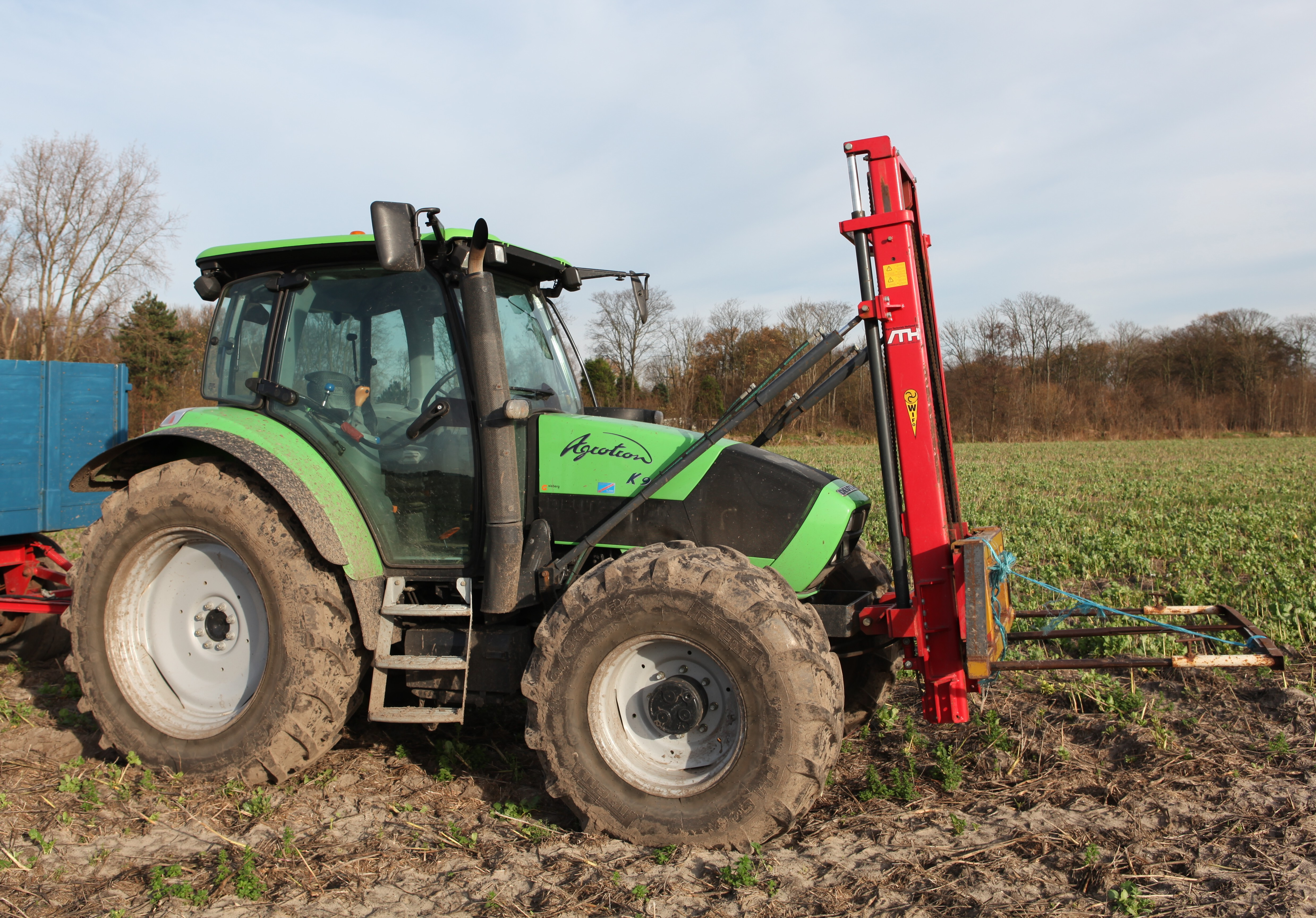
Deutz-Fahr Agrotron K 90 met WIFO-hefmast

Deutz-Fahr is een Duits merk dat onder andere tractoren, maaidorsers en verschillende hooibouwmachines waaronder balenpersen fabriceert. Het merk van landbouwmachines behoort tot de Italiaanse bedrijvengroep SAME Deutz-Fahr (SDF). De andere merken van SDF zijn: SAME, Lamborghini en Hürlimann. 

## Geschiedenis
Nadat Klöckner-Humboldt-Deutz (KHD) in 1968 de meerderheid van het aandelenkapitaal van Fahr verwerft, ontstaat het merk Deutz-Fahr. Vanaf dan verschenen de eerste landbouwmachines op de markt onder de nieuwe merknaam. Deutz-Allis was de Amerikaanse versie van Deutz-Fahr tussen 1985 en 1990, en alleen in de VS beschikbaar. In 1995 werd de toenmalige landbouwdivisie van KHD, met het merk Deutz-Fahr, verkocht aan de Italiaanse SAME-groep. 